# Tatort: Der Fall Schimanski
Der Fall Schimanski ist ein Fernsehfilm aus der Fernseh-Kriminalreihe Tatort der ARD und des ORF.
Der Film wurde vom WDR produziert und am 29. Dezember 1991 zum ersten Mal gesendet. Er ist die 252. Folge der Tatort-Reihe, der 29. und letzte mit Kommissar Schimanski. Anlässlich des 40. Sendejubiläums des Duisburger Tatorts strahlte der WDR am 12. April 2022 eine in HD abgetastete und digital restaurierte Folge aus.

## Handlung
Schimanski erzählt in einer Rückblende, wie er in kurzer Zeit seinen Job verloren hat: Alles beginnt damit, dass Schimanski mit seinen italienischen Freunden auf einem Campingplatz am Rhein, gegenüber dem Heizkraftwerk Huckingen feiert. Dort lernt er die verheiratete Corinna kennen, mit der er eine Affäre hat. Als sie nachts vom ominösen Fahrzeuglackierer Pfeifer bedroht wird, mischt sich Schimanski ein und kommt mit ihm in eine Rangelei. Dabei geht seine geliebte Jacke kaputt und er verlangt von Pfeifer als Schadensersatz 200 DM, die Pfeifer ihm am nächsten Tag in dessen Werkstatt geben will. Pfeifer übergibt Schimanski zwei Einhundert-Mark-Scheine, die jeweils als besonderes Merkmal Spuren von blauem Autolack aufweisen. Was Schimanski nicht ahnt, ist, dass der Industrielle Bissinger in einem lackierten Wagen die Unterredung mitgehört hat.
Als Schimanski sein Büro im Revier aufsucht, versucht er seinen verstimmten Kollegen Thanner mit dem Geld von Pfeifer zu besänftigen, da der von Thanners Schwester geliehene Wohnwagen vor deren Urlaubsantritt von ihm nicht wie versprochen gereinigt wurde. Thanner unterrichtet ihn nebenbei, dass der interne Ermittler Jahnke auf ihn wartet, der Schimanski der Beamtenbestechung bezichtigt. Pfeifer hatte sich im Revier gemeldet und behauptet, den Kommissar schon länger zu kennen und von ihm erpresst zu werden, weil er angeblich bei einer Straftat von ihm erwischt worden sei. Bei dieser Schilderung erwähnt Pfeifer, die letzte Rate auf dem Campingplatz an Schimanski übergeben zu haben. Dieser ist erbost und prüft telefonisch bei der Bank seinen Kontostand, wo ihm der Direktor mitteilt, dass er eine große Summe erhalten habe. Daraufhin wird seine Wohnung durchsucht, wobei Jahnke, Schäfer und Thanner weiteres Geld finden.
Schimanski soll festgenommen werden, trickst die drei Kollegen jedoch aus und macht sich aufgrund eines Fernsehberichts, bei dem er Corinna gesehen hat, zu Staatssekretär Zech auf. Corinna ist dessen Frau und heißt eigentlich Nora Zech. Beim Versuch auf das Anwesen zu gelangen wird Schimanski von einem Wächter gestellt. Dort sind bereits Jahnke und Thanner zugegen, Schimanski möchte von Nora die Geschehnisse der Nacht auf dem Campingplatz bestätigt haben. Nora berichtet allerdings eine Variante, die zu Pfeifers Version passt, so dass Schimanski weiter belastet wird und nun vor die Wahl gestellt wird, zu kündigen oder nach Frankfurt an der Oder versetzt zu werden. Schimanski kündigt kurzerhand, meldet sich beim Arbeitsamt und nimmt einen Job als Ladendetektiv und Mädchen für alles in einem Supermarkt an.
Eines Abends wartet Nora in Schimanskis Wohnung und schwört ihm gegenüber, gelogen zu haben, da sie unter Druck von Pfeifers Auftraggebern stehe. Sie habe ihrem Mann angedroht, ihn zu verlassen, um ihn unter Druck zu setzen, denn sie habe herausgefunden, dass ihr Mann Schmiergelder in der Schweiz hat. Daraufhin habe dieser Pfeifer auf sie angesetzt, damit sie ihn nicht anzeigen kann. Sie bittet Schimanski um Hilfe. Da er hofft, damit auch seinen eigenen Fall zu lösen, macht er sich auf, um Zech abzuhören, wodurch sich seine Vermutung, dass Zech von dem Industriellen Bissinger geschmiert wird, bewahrheitet. Zudem belauscht er ein Gespräch, das einen Hinweis auf eine Baronin von Massen-Hallberg gibt. Unverhofft erhält Schimanski von dieser Baronin ein Jobangebot, das sein Ex-Chef Königsberg ihm kulanterweise vermittelt hat und das Schimanski erfreut annimmt.
Die Baronin gibt in ihrer Villa einen Empfang und möchte, dass Schimanski an diesem Abend als Bodyguard bei ihr arbeitet. Unerwartet trifft er dort auch Staatssekretär Zech mit Nora sowie den Industriellen Bissinger. Ebenso taucht der undercover arbeitende Kommissar Palu aus Saarbrücken auf, der Bissinger schon seit langem Geldwäsche nachweisen will. Zech droht Schimanski, damit dieser sich heraushalte.
Als Schimanski Pfeifer in seiner Werkstatt aufsuchen will, ist dieser bereits tot, und er flüchtet vor Thanner, der mit Hänschen nach einem anonymen Anruf dorthin beordert worden ist. Da Schimanski entwischt ist, setzt Bissinger den Killer Pohl auf ihn an, mit dem er sich ein nächtliches Duell liefert. Bei der Vernehmung behauptet Pohl, ein harmloser Handelsvertreter zu sein und dass Schimanski auf ihn losgegangen sei. Da Schimanski das Gegenteil nicht beweisen kann und ihm keiner seine Geschichte glaubt, wird er von seinen ehemaligen Kollegen nunmehr für „verrückt“ gehalten. Hänschen entdeckt allerdings, dass Schimanski sich als Ziel einer Verschwörung wirklich in Gefahr befindet.
Schimanski ist fest entschlossen, den Vorhaben von Zech und Bissinger „dazwischenzufunken“, um seine Unschuld zu beweisen. Er zieht die Baronin in sein Vertrauen und erfährt dabei, dass Bissinger in ein Gelände investieren will, das der Baronin gehörte. Schimanski ist klar, dass Bissinger auf diese Weise illegale Drogengelder waschen will. Als die Baronin ihn in ihrer Villa allein lässt, um zusammen mit Nora bei der Sparkasse Beweise gegen Bissinger aus einem Bankschließfach zu holen, erscheint Pohl und will Schimanski hinrichten. Glücklicherweise bemerkt der noch als vermeintliche Butler der Gräfin anwesende Palu den Eindringling und erschießt ihn im letzten Moment, bevor dieser seinerseits auf Schimanski abdrücken kann.
Die Baronin und Nora haben nichts aus der Bank bekommen können, die Unterlagen waren bereits entnommen worden. Zech und Bissinger wollen in einem Luxushotel den großen Investitions-Coup öffentlich bekannt geben und als großen Erfolg feiern. Schimanski fasst den Plan, Zech auf der Pressekonferenz mit einer Mappe mit den vermeintlichen Unterlagen, die in Wirklichkeit nur aus leeren Blättern besteht, zu einem Geständnis zu bringen. Der Plan gelingt und der Staatssekretär gesteht, erpresst worden zu sein, um falsche Gutachten zu erstellen, die Bissinger die Investitionen in das Grundstück der Baronin ermöglichen sollten.
Nachdem Schimanski den Wirtschaftsbetrug aufgeklärt hat, bietet ihm Jahnke die Rückkehr in den Polizeidienst an, doch Schimanski will nicht mehr und entschwebt vom Dach des Luxushotel-Hochhauses mit einem Flugdrachen über Duisburg. Zuvor zieht er seine Schimanski-Jacke aus und wirft sie vom Hoteldach, sie landet auf der Frontscheibe des Wagens, mit dem Thanner und Hänschen gerade abfahren wollen. In der Luft fliegt Schimanski über den Hafen und das Industriegebiet und gerät dabei vorübergehend in den Qualm eines Fabrikschlotes. In der Schlussszene, am Drachen hängend, ruft er wiederholt das Wort „Scheiße“.

## Hintergrund und Nachfolge
Der Fall Schimanski markierte Götz Georges letzten Auftritt als Kommissar Horst Schimanski in der Reihe Tatort. Die letzte Folge wurde mit Schauspielern besetzt, die bereits in früheren Schimanski-Folgen markante Rollen gespielt hatten, unter ihnen Darsteller wie Brigitte Janner (Duisburg-Ruhrort, Zweierlei Blut), Ludger Pistor, Norbert Steinke oder Gerd Silberbauer (Moltke).
Eberhard Feik war hier wie gewohnt an der Seite von Schimanski zu sehen, obwohl er eine Woche zuvor im Polizeiruf 110: Thanners neuer Job in Berlin die Nachfolge des ehemaligen Volkspolizisten Peter Fuchs als neuer Chef der Kriminalpolizei antrat.
1997 nahm Götz George die Rolle im Spin-off Schimanski wieder auf, in der er keinen Polizisten mehr darstellt, sondern einen Mann, der von seinen Kollegen für unkonventionelle Fälle eingesetzt wird. In den neuen Folgen bekam er eine feste Freundin, die im Tatort indes eher eine nebensächliche Komponente war. Der Thanner-Darsteller Eberhard Feik war bereits 1994 verstorben, so dass man auch diese Rolle in der ersten Folge sterben ließ. Nur Hänschen (Chiem van Houweninge) kehrte etwas später als ehemaliger Interpol-Ermittler zurück. Seinen Chef Königsberg ließ man in der Folge Schimanski muss leiden ebenfalls sterben.
Jochen Senf hat einen Gastauftritt als saarländischer Tatort-Kommissar Max Palu.
Die Macher des letzten Falles für Kommissar Schimanski erlaubten sich in der letzten Folge einige Gags, die für Schimanski unüblich waren. Schimanskis Vorgänger Kommissar Haferkamp bzw. dessen Darsteller Hansjörg Felmy war bereits in der ersten Schimanski-Folge Duisburg-Ruhrort indirekt beteiligt, indem er einige Sekunden deutlich auf einem Werbeplakat zu sehen gewesen war. Hier bei der Wohnungsdurchsuchung bei Schimanski untersucht Thanner dessen Bücher und findet ein Buch mit den Worten „das hat Dir doch damals der Haferkamp geschenkt“. In diesem Buch liegt dann das Schimanski untergeschobene vermeintliche Erpressungsgeld. Der niederländische Kollege Hänschen, der auch stets nur bei diesem Namen genannt wurde, wird in einer Szene von Ermittler Jahnke gefragt „Haben Sie eigentlich keinen Nachnamen?“, da dieser nie gefallen war. Er nennt diesen ein Mal, und es ist ein niederländischer Zungenbrecher, womit zum Ende offenbart wird, warum er immer nur mit dem Vornamen angesprochen wurde. Während der Ära Schimanski wurde wiederholt auf dessen häufige Fäkalsprache seitens der Medien eingegangen. Folglich verabschiedet sich die Figur mit dem mehrmaligen, lauten Ausruf des Wortes Scheiße.
Die Nachfolge im WDR-Tatort trat im Mai 1992 das Team Flemming, Koch und Ballauf mit Martin Lüttge als Kommissar Flemming in Düsseldorf an. Diese Figur war bewusst nicht als Kopie des populären Duisburger Kommissars, sondern charakterlich vollständig anders angelegt.

## Soundtrack
Das Lied Against the Wind zur Folge lieferte wiederum Dieter Bohlen. Gesungen wurde es von der Sängerin Bonnie Tyler.